# مقصدهای پروازی ایر صربیا
مقصدهای پروازی ایر صربیا به شرح زیر است:

## فهرست

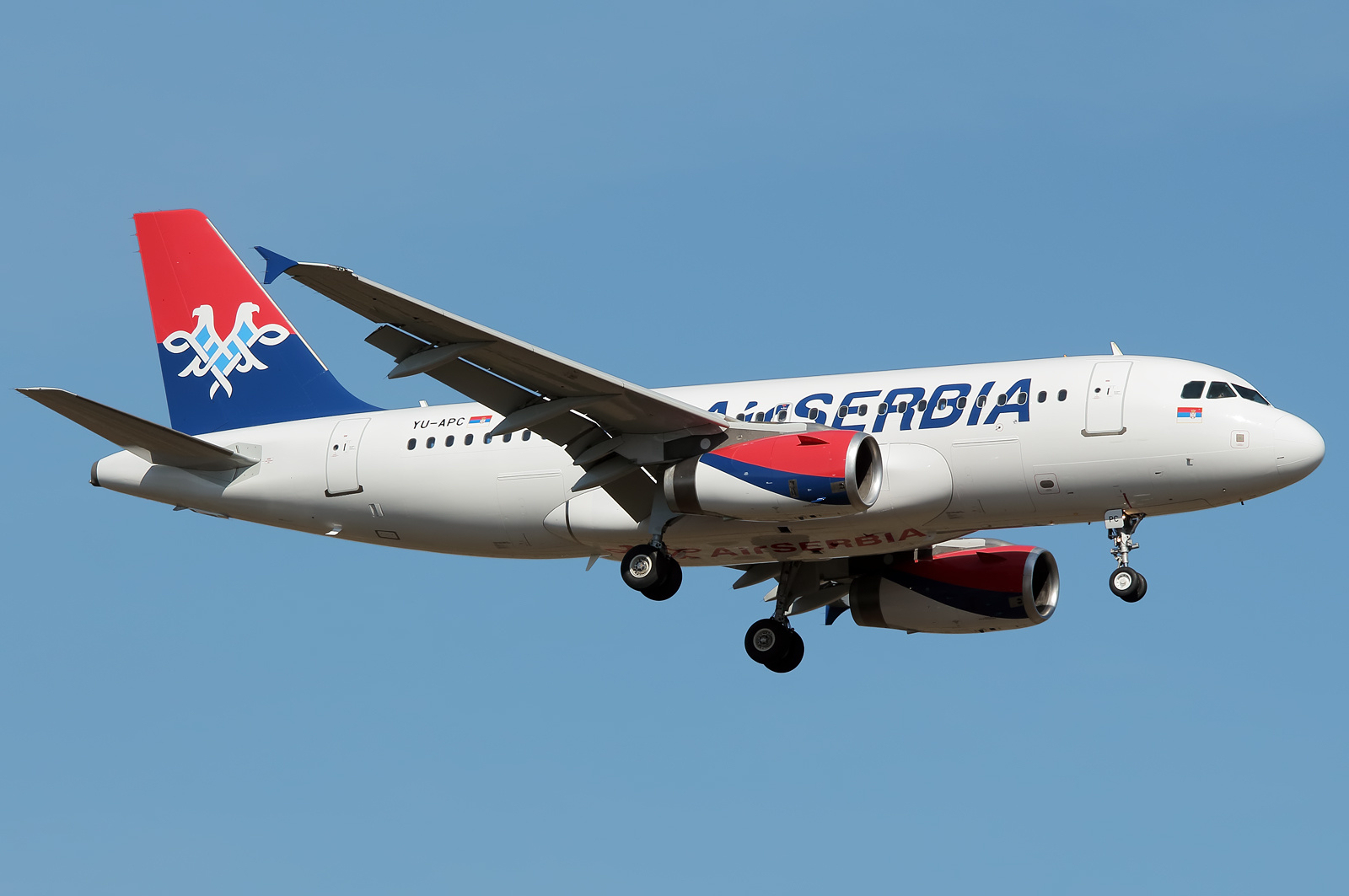
An Air Serbia Airbus A319-100

|  | قطب              |
|  | مسیرهای آتی      |
|  | فصلی             |
|  | مقصدهای متوقف‌شده |